# Roger Hargreaves
Charles Roger Hargreaves  (ur. 9 maja 1935 w Cleckheaton w Wielkiej Brytanii, zm. 11 września 1988 na wyspie Guernsey) – brytyjski pisarz i ilustrator książek dla dzieci, znany szczególnie z serii Mr. Men oraz Little Miss, napisanych z myślą o najmłodszych. Jego książki prezentujące łatwe w odbiorze, kolorowo ilustrowane historyjki rozeszły się na całym świecie w nakładzie ponad 85 mln egzemplarzy w 20 wersjach językowych i przez ponad 25 lat stanowiły część kultury masowej.